# Darja Varfolomeev
Darja Varfolomeev (in russo Дарья Дмитриевна Варфоломеева?, Dar'ja Dmitrievna Varfolomeeva; Barnaul, 4 novembre 2006) è una ginnasta russa naturalizzata tedesca.
Medaglia d'oro al concorso individuale di ginnastica ritmica alle Olimpiadi del 2024 e al concorso individuale dei Campionati mondiali di ginnastica ritmica 2023, medaglia d'argento a i campionati mondiali del 2022.
Nel 2024 è arrivata terza al concorso individuale nei campionati europei di ginnastica ritmica.

## Biografia
Nata in Russia ha iniziato a praticare la ginnastica ritmica seguendo le orme della madre Tatiana, ex ginnasta.
Si è trasferita in Germania nel 2019 inizialmente senza i genitori che l'hanno seguita nel 2022 per essere allenata da Julija Raskina, medaglia d'argento alle Olimpiadi di Sydney.